# Ladná
Ladná (in tedesco Rampersdorf) è un comune della Repubblica Ceca facente parte del distretto di Břeclav, in Moravia Meridionale.